# Sunclass Airlines
Sunclass Airlines A/S, voorheen Thomas Cook Airlines Scandinavia, is een Deense chartermaatschappij en voert vluchten uit vanuit Scandinavië. De maatschappij vliegt voornamelijk voor het Noorse reisbureau Ving Group. De maatschappij maakte tot 23 december 2019 deel uit van de Thomas Cook Group.

## Geschiedenis
Sunclass Airlines werd op 1 januari 1994 opgericht als Premiair na de fusie van Conair of Scandinavia en Scanair. Op 1 mei 2002 wijzigde de naam weer naar MyTravel Airways, om te vliegen voor de MyTravel Group. Dit werd in mei 2008 opgekocht door de Thomas Cook Group en zo werd de naam weer gewijzigd naar Thomas Cook Airlines Scandinavia.
Op 23 september 2019 werd de Thomas Cook Group failliet verklaard en staakte tijdelijk de activiteiten. Op 30 oktober van datzelfde jaar werd bekend dat de Ving Group overgenomen was door een investeringsconsortium en werd Thomas Cook Airlines hernoemd naar Sunclass Airlines. Op 26 november 2019 ontving de maatschappij haar AOC. Op 20 maart 2020 staakte Sunclass Airlines alle diensten vanwege de coronapandemie, op 25 juli 2020 hervatte de maatschappij weer met vluchten. In december 2020 onderging Sunclass Airlines een rebranding om zo een eigen merk te vormen. Eind 2023 werd de maatschappij lid van Airlines for Europe.

## Vloot

### Huidige vloot

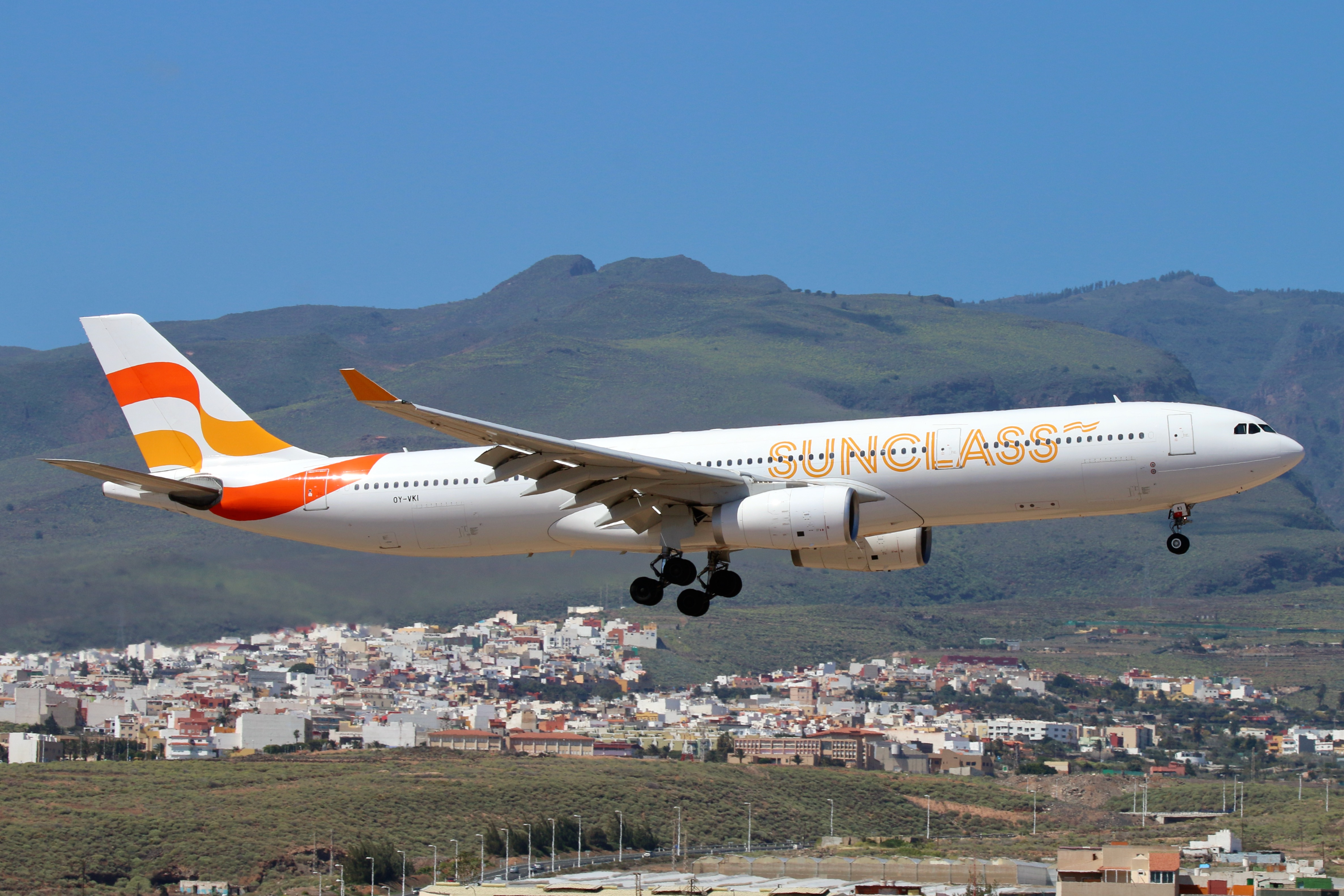
De Airbus A330-300 van Sunclass Airlines

De vloot van Sunclass Airlines bestaat uit de volgende toestellen (augustus 2024):
| Type            | In dienst | Orders | Opmerkingen                     |
| --------------- | --------- | ------ | ------------------------------- |
| Airbus A321-200 | 7         | —      | In 2030 herplaatst door A321neo |
| Airbus A321neo  | 2         | 7      |                                 |
| Airbus A330-300 | 1         | —      | OY-VKI                          |
| Airbus A330-900 | 2         | 2      |                                 |
| Totaal          | 12        | 9      |                                 |

### Voormalige vloot

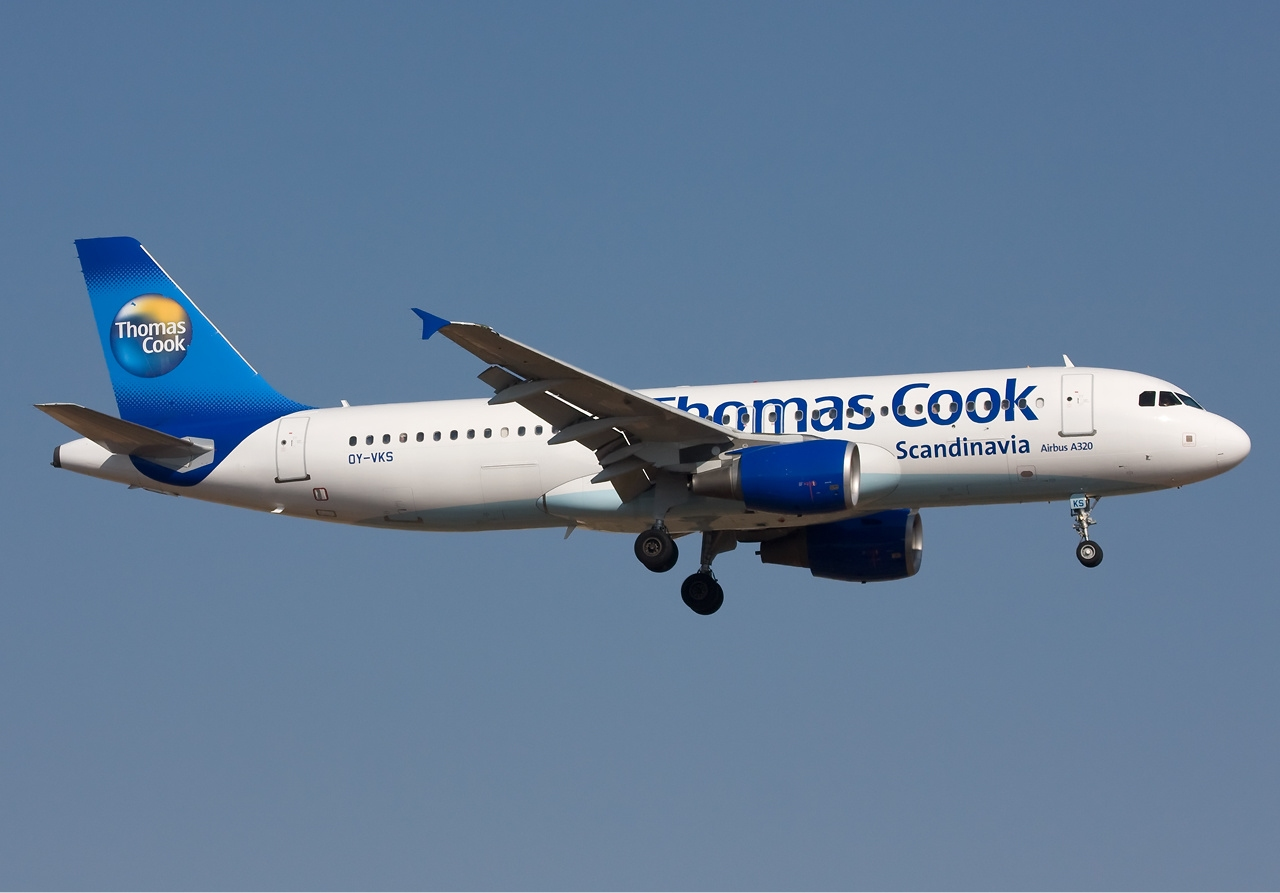
Een voormalige Airbus A320-200

De vloot van Sunclass Airlines bestond uit de volgende toestellen:
| Type                       | Aantal | In dienst | Uitgefaseerd | Opmerkingen         |
| -------------------------- | ------ | --------- | ------------ | ------------------- |
| Airbus A320-200            | 20     | 1993      | 2015         |                     |
| Airbus A321-200            | 2      | 2019      | 2024         | Naar Fly2Sky        |
| Airbus A300B4              | 3      | 1994      | 2001         |                     |
| Airbus A330-200            | 3      | 1999      | 2024         |                     |
| Airbus A330-300            | 2      | 2019      | 2020         |                     |
| Airbus A330-900            | 1      | 2022      | 2023         | Geleased van Hi Fly |
| Boeing 757-200             | 1      | 2002      | 2003         |                     |
| McDonnell Douglas DC-10-10 | 4      | 1995      | 2001         |                     |
| McDonnell Douglas DC-10-30 | 1      | 1997      | 1998         | OY-CNO              |

## Bestemmingen
Sunclass Airlines vliegt naar de volgende (seizoensgebonden) bestemmingen (augustus 2024):
| Land        | Stad                       | Luchthaven                                   | Opmerkingen |
| ----------- | -------------------------- | -------------------------------------------- | ----------- |
| Bulgarije   | Varna                      | Luchthaven Varna                             |             |
| Cyprus      | Larnaca                    | Luchthaven Larnaca                           |             |
| Denemarken  | Aalborg                    | Aalborg Lufthavn                             |             |
| Denemarken  | Billund                    | Billund Lufthavn                             | basis       |
| Denemarken  | Kopenhagen                 | Internationale luchthaven Kopenhagen Kastrup | basis       |
| Finland     | Helsinki                   | Luchthaven Helsinki-Vantaa                   | basis       |
| Griekenland | Chania                     | Luchthaven Chania                            |             |
| Griekenland | Iraklion                   | Luchthaven Iraklion                          |             |
| Griekenland | Kavala                     | Luchthaven Kavala                            |             |
| Griekenland | Kos                        | Luchthaven Kos                               |             |
| Griekenland | Mytilini                   | Luchthaven Mytilini                          |             |
| Griekenland | Preveza                    | Luchthaven Aktion                            |             |
| Griekenland | Rhodos                     | Internationale luchthaven van Rhodos         |             |
| Griekenland | Skiathos                   | Luchthaven Skiathos                          |             |
| Kroatië     | Split                      | Luchthaven Split                             |             |
| Noorwegen   | Bergen                     | Luchthaven Bergen Flesland                   |             |
| Noorwegen   | Kristiansand               | Luchthaven Kristiansand Kjevik               |             |
| Noorwegen   | Oslo                       | Luchthaven Oslo Gardermoen                   | basis       |
| Noorwegen   | Stavanger                  | Luchthaven Stavanger Sola                    |             |
| Noorwegen   | Trondheim                  | Luchthaven Trondheim Værnes                  |             |
| Spanje      | Granadilla de Abona        | Aeropuerto de Tenerife Sur                   |             |
| Spanje      | Las Palmas de Gran Canaria | Aeropuerto de Gran Canaria                   |             |
| Spanje      | Palma                      | Aeropuerto de Palma de Mallorca              |             |
| Spanje      | San Bartolomé              | Aeropuerto de Lanzarote                      |             |
| Turkije     | Antalya                    | Luchthaven Antalya                           |             |
| Turkije     | Gaziantep                  | Luchthaven Gaziantep Oğuzeli                 |             |
| Zweden      | Borlänge                   | Dala Airport                                 |             |
| Zweden      | Göteborg                   | Göteborg-Landvetter Airport                  | basis       |
| Zweden      | Kalmar                     | Kalmar Öland Airport                         |             |
| Zweden      | Karlstad                   | Karlstad Airport                             |             |
| Zweden      | Malmö                      | Malmö Airport                                | basis       |
| Zweden      | Norrköping                 | Norrköping Flygplats                         |             |
| Zweden      | Örebro                     | Örebro Airport                               |             |
| Zweden      | Stockholm                  | Luchthaven Stockholm-Arlanda                 | basis       |
| Zweden      | Växjö                      | Småland Airport                              |             |

## Incidenten en ongevallen
- Op 2 december 2023 raakte een Airbus A330-900 kort van de baan na de landing op de luchthaven van Phuket.[16] Het landingsgestel raakte beschadigd, maar was na enkele dagen weer gerepareerd.
- Op 14 februari 2024 kreeg een Airbus A330-300 te maken met motorproblemen.[17] Vlucht DK1784 van Stockholm naar Las Palmas de Gran Canaria week uit naar Luchthaven Schiphol en landde daar zonder problemen.[18][19]